# Бада (станція)
Бада (рос. Бада) — станція Читинського регіону Забайкальської залізниці Росії, розташована на дільниці Заудинський — Каримська між станціями Хохотуй (відстань — 24 км) і Жипхеген (24 км). Відстань до ст. Заудинський — 234 км, до ст. Каримська — 411 км.